# Electrophaes tsermosaria
Electrophaes tsermosaria là một loài bướm đêm trong họ Geometridae.